# Għajnsielem FC
Der Għajnsielem Football Club ist ein maltesischer Fußballverein mit Sitz in Għajnsielem auf der Insel Gozo.
Der Verein wurde 1936 gegründet und spielte mit mehreren Unterbrechungen in der Gozitan First Division. Er ist einer der erfolgreichsten Vereine auf Gozo. Seine erfolgreichste Zeit hatten sie in den 1970er Jahren, als sie 5 Meisterschaften gewinnen konnten. Sie gewannen bisher aktuelle 7× die Meisterschaft und 6× den GFA Cup. Auch den Gozo Independence Cup konnten sie 6× gewinnen.

## Erfolge
- Gozitan First Division (7):  1969/70, 1970/71, 1971/72, 1972/73, 2004/05, 2015/16
- Gozo FA Cup (6):  1973/74, 1986/87, 2000/01, 2002/03, 2006/07, 2016/17
- Gozo Independence Cup (6):  1965/66, 1969/70, 1970/71, 1971/72, 1987/88, 2002/03
- Zammit Cup (1):  1936

## Bekannte Spieler
- Joseph Attard  (323 Einsätze)
- Frank Buttigieg  (255 Einsätze)
- Joseph Buttigieg  (254 Einsätze)
- Jeremy Camilleri  (232 Einsätze)
- Mario Camilleri  (212 Einsätze)
- Karmenu Caruana  (248 Einsätze)
- Toni Cauchi  (233 Einsätze)
- Joe Debono  (201 Einsätze)
- Errol Grima  (231 Einsätze)
- Brian Meilak  (271 Einsätze)
- Loreto Scicluna  (295 Einsätze)
- http://www.ghajnsielem.com/ghajnsielemfc/history/alltheplayers.html